# Spirocyclistus cilcylindricus
Spirocyclistus cilcylindricus är en mångfotingart som beskrevs av Koch. Spirocyclistus cilcylindricus ingår i släktet Spirocyclistus och familjen Spirostreptidae. Inga underarter finns listade i Catalogue of Life.